# Дуглас (Небраска)
Дуглас (англ. Douglas) — селище (англ. village) в США, в окрузі Ото штату Небраска. Населення — 166 осіб (2020).

## Географія
Дуглас розташований за координатами 40°35′35″ пн. ш. 96°23′18″ зх. д. / 40.59306° пн. ш. 96.38833° зх. д. (40.593188, -96.388218).  За даними Бюро перепису населення США в 2010 році селище мало площу 0,57 км², уся площа — суходіл.

## Демографія
Згідно з переписом 2010 року, у селищі мешкали 173 особи в 79 домогосподарствах у складі 46 родин. Густота населення становила 306 осіб/км².  Було 102 помешкання (180/км²).
Расовий склад населення:
| - 98,3 % — білих - 1,2 % — чорних або афроамериканців |

До двох чи більше рас належало 0,6 %. Частка іспаномовних становила 0,6 % від усіх жителів.
За віковим діапазоном населення розподілялося таким чином: 21,4 % — особи молодші 18 років, 68,8 % — особи у віці 18—64 років, 9,8 % — особи у віці 65 років та старші. Медіана віку мешканця становила 44,5 року. На 100 осіб жіночої статі у селищі припадало 96,6 чоловіків;  на 100 жінок у віці від 18 років та старших — 103,0 чоловіків також старших 18 років.
Середній дохід на одне домашнє господарство  становив 51 660 доларів США (медіана — 43 929), а середній дохід на одну сім'ю — 57 879 доларів (медіана — 50 833). За межею бідності перебувало 13,1 % осіб, у тому числі 25,6 % дітей у віці до 18 років та 0,0 % осіб у віці 65 років та старших.
Цивільне працевлаштоване населення становило 108 осіб. Основні галузі зайнятості: роздрібна торгівля — 27,8 %, освіта, охорона здоров'я та соціальна допомога — 24,1 %, виробництво — 11,1 %, транспорт — 9,3 %.